# 鳥越碧
鳥越 碧（とりごえ みどり、1944年5月17日 - ）は、日本の小説家。女性。

## 人物・来歴
福岡県北九州市生まれ。1967年、同志社女子大学学芸学部英文学科（英文学専攻）卒業。商社勤務を経て、1990年、尾形光琳の生涯を描いた『雁金屋草紙』により、第1回時代小説大賞（株式会社講談社主催）を受賞、小説家デビューを果たす。以降、多数の時代小説を上梓している。横浜市青葉区在住。
2013年10月14日、同志社同窓会の120周年記念講演会で、講演を行い、『めぐり逢い 新島八重回想記』の執筆に関して、「当初は、執筆する意欲があまりなかったが、新島襄と八重が、群馬と会津にいながら、どのように出会ったかを考えたときに興味が湧き、執筆の過程では、襄の熱意に感動した」と語った。

## 著書
- 『雁金屋草紙』（1991年1月 講談社 / 1993年9月 講談社文庫）
- 『あがの夕話』（1991年10月 講談社）--金尊楷
- 『後朝 和泉式部日記抄』（1993年10月 講談社 / 1997年9月 講談社文庫）
- 『百恋一首』（1994年4月 講談社）
- 『萌がさね 藤原道長室明子相聞』（1996年8月 講談社 / 2000年9月 講談社文庫）
- 『想ひ草』（2001年4月 講談社）
- 『蔦かずら』（2002年1月 講談社）
- 『衣小夜がたり』（2002年7月 日本放送出版協会）
- 『一葉』（2004年2月 講談社 / 2005年2月 講談社文庫）ー樋口一葉
- 『漱石の妻』（2006年5月 講談社 / 2013年6月 講談社文庫）
- 『兄いもうと』（2007年7月 講談社）
  - 【改題】兄いもうと 子規庵日記（2014年8月 講談社文庫）
- 『花筏 谷崎潤一郎・松子 たゆたう記』（2008年11月 講談社 / 2014年12月 講談社文庫）
- 『波枕 おりょう秘抄』（2010年2月 講談社）ー坂本龍馬
- 『建礼門院徳子』（2011年10月 講談社）
- 『めぐり逢い 新島八重回想記』（2012年11月 講談社）
- 『秘恋 日野富子異聞』（2014年12月 講談社）
- 『陶炎 古萩李勺光秘聞』講談社, 2015　李勺光
- 『わが夫(つま)啄木』文藝春秋企画出版部, 2018.1ー石川啄木